# Haguroiwa Tomomi
Haguroiwa Tomomi (羽黒岩 盟海, Haguroiwa Tomomi), né Tomojirō Toda (戸田 智次郎, Toda Tomojirō) le 30 juin 1946 et mort le 23 octobre 2016, est un lutteur sumo de Nobeoka (préfecture de Miyazaki, Japon).

## Biographie
Haguroiwa Tomomi a fait ses débuts professionnels en mai 1961 et atteint la division supérieure en janvier 1967. Son grade le plus élevé était komusubi. Il se retire de la compétition active en janvier 1978 et est resté dans l'Association japonaise de sumo comme aîné sous le nom d'Ikazuchi. Il a atteint l'âge de la retraite obligatoire de 65 ans et a quitté l'Association de sumo en juin 2011.
Haguroiwa Tomomi est connu pour son exploit dans le tournoi de mars 1969 quand (encore en compétition sous son nom de famille de Toda), il a terminé 45 victoires consécutives par un combat contre le yokozuna Taihō, ce qui était un record d'après-guerre à l'époque. Ce fut la première kinboshi de sa carrière. Cependant, il a provoqué une controverse parce que le combat avait été initialement attribué à Taihō par l'arbitre avant d'être changé par le juge, mais des photographies publiées dans les journaux le lendemain ont suggéré que Toda était sorti d'abord et on aurait dû donner la victoire à Taihō finalement. Cette controverse a conduit l'Association de sumo à introduire une relecture instantanée pour aider les juges dans les décisions futures.
Haguroiwa meurt le 23 octobre 2016 à 70 ans après une insuffisance rénale.

## Changements de nom

### Carrière
- Tomojirō Toda (戸田 智次郎, とだ ともじろう, Toda Tomojirō?) de juillet 1961 à novembre 1970,
- Haguroiwa Tomokazu (羽黒岩 智一, はぐろいわ ともかず, Haguroiwa Tomokazu?) de janvier 1971 à juillet 1973,
- Haguroiwa Tomomi (羽黒岩 盟海, はぐろいわ ともみ, Haguroiwa Tomomi?) de septembre 1973 à janvier 1978.

### En senior
- Ikazuchi Tomojirō, littéralement « Éclair/Tonnerre Tomojirō » (雷 智次郎, いかづち ともじろう, Ikazuchi Tomojirō?), de janvier 1978 à juin 2011.